# Горне Орешани
Горне Орешани (словац. Horné Orešany) — село, громада округу Трнава, Трнавський край. Кадастрова площа громади — 21.57 км².
Населення 1928 осіб (станом на 31 грудня 2020 року).

## Історія
Горне Орешани згадуються 1296 року.

## Географія
Розташоване водосховище Горне Орешани.

## Населення
| Рік:            | 1994. | 2004.   | 2014.   | 2024.   |
| --------------- | ----- | ------- | ------- | ------- |
| Кількість осіб: | 1840  | 1851    | 1910    | 1919    |
| Різниця:        |       | +0,59 % | +3,18 % | +0,47 % |

| Рік:            | 2023. | 2024.   |
| --------------- | ----- | ------- |
| Кількість осіб: | 1948  | 1919    |
| Різниця:        |       | -1,48 % |